# غونار أندرسون (سياسي سويدي)
غونار أندرسون (بالسويدية: Gunnar Andersson)‏ هو نقابي وسياسي سويدي، ولد في 9 أبريل 1890 في Tjällmo church parish ‏ في السويد، وتوفي في 19 أكتوبر 1946 في سانكت ماتيوس ‏ في السويد.